# País Valencià
El País Valencià és un país d'Europa i de la Mediterrània situat a l'est de la península Ibèrica, amb capital a la ciutat de València. Amb la denominació oficial de Comunitat Valenciana, el 1982 es constitueix com una comunitat autònoma d'Espanya, després d'haver accedit a l'autogovern el 1978 amb el Consell del País Valencià, precursor de l'actual Consell de la Generalitat Valenciana. D'acord amb el seu Estatut d'Autonomia, els seus habitants, el poble valencià, són una nacionalitat històrica. El seu origen històric es remunta al Regne de València, entitat política, jurídica i administrativa fundada el 1239, i amb vigència fins al 1707.
Geogràficament, s'estén des del riu Sénia fins a Pilar de la Foradada, més enllà de la desembocadura del Segura, amb una delimitació terrestre de 834 km de longitud, i 644 km de longitud de costa. A més a més, les illes mediterrànies de Nova Tabarca, i dels Columbrets, així com altres illes menors adjacents, són també d'administració valenciana; també s'estén pel Racó d'Ademús, un enclavament valencià envoltat per municipis aragonesos i castellans.
Els seus orígens es remunten al segle xiii, amb la colonització feudal de catalans i aragonesos, fonamentalment i per aquest ordre, dels regnes de taifes islàmics de València, Alpont, Dénia, i part de Múrcia. Una vegada finalitzada aquesta conquesta, el rei Jaume I promulga els Furs de València el 1261 creant el Regne de València, amb dret territorial propi durant més de quatre segles. La independència foral del Regne s'aboleix el 1707 pel Decret de Nova Planta promulgat pel rei Felip V de Castella, també conegut com a Felip el Socarrat. Els primers intents de recuperar l'autogovern durant les acaballes del segle xix i les primeries del xx van ser frustrats per sengles dictadures. En la dècada dels anys 60 del segle xx la demanda d'autogovern des de diferents corrents ideològics desemboca en la constitució del Consell del País Valencià el 1978. Finalment, el 1982 s'aprova formalment l'autogovern amb un Estatut d'Autonomia que ha estat reformat el 2006.
Administrativament, limita a l'oest amb Castella-la Manxa i l'Aragó, al sud amb Múrcia, i al nord amb Catalunya. Amb 5.051.250 habitants (any 2021), representa un 35,6% de la població total dels territoris de parla catalana encara que la xifra d'habitants és molt superior si comptabilitzem els habitants de segona residència d'altres països d'Europa i els immigrants no censats. Així, les ciutats amb més de 100.000 habitants són València (800.180 habitants en 2021), Alacant (337.482 habitants en 2020), Elx (234.765 habitants en 2020) i Castelló de la Plana (174.264 habitants en 2020).

## Història

### Edat antiga

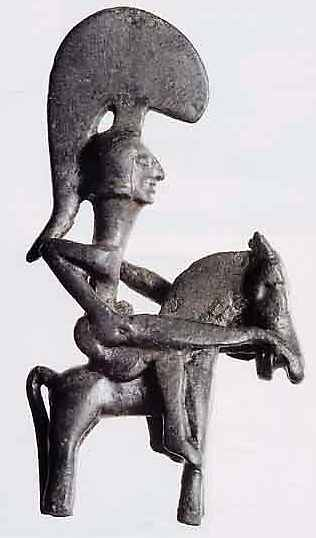
Guerrer de Moixent, datat del o

De la prehistòria, s'ha constatat la primera presència humana a les terres valencianes prop del segle xl aC, amb deixalles dels neandertals a la Cova Negra (Xàtiva), les coves del Salt (Alcoi) i del Cochino (Villena). De l'època antiga, es considera el País Valencià com una part molt important de la civilització ibera. Aquest poble (o, millor, conjunt de pobles) té l'origen en les poblacions indígenes de l'edat del bronze que van mantenir uns intensos intercanvis comercials i culturals amb tartessos, grecs i fenicis, i culminaria amb la seua esplendor prop del segle v aC, com reflectix la seua producció artística, la més important expressió de la qual és la Dama d'Elx.
Les guerres entre cartaginesos i romans, el resultat de les quals fou el sotmetiment de tot el litoral valencià a l'autoritat de Roma a principi del segle iii aC, no van eliminar la cultura ibèrica, perquè encara hi trobem importants manifestacions artístiques autòctones, com ara les terrisses pintades amb motius figuratius o narratius, fins al segle i. L'aculturació, per tant, va ser progressiva. L'origen de la vertebració del País Valencià sorgeix durant la romanització, al voltant de la fundació de la colònia Valentia Edetanorum (València) l'any 158 aC i de la Colonia Julia Illici Augusta (Elx) al segle i aC, i les divisions provincials de la Ilercavònia, al nord, l'Edetània, al centre i la Contestània, entre el Xúquer i el Segura, basant-se en l'anterior presència de pobles ibers.

### Edat mitjana

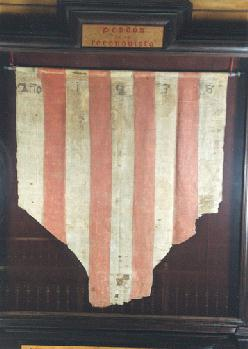
Penó de la Conquesta, conservat a l'Arxiu Històric Municipal de València

Després de la desintegració de l'Imperi Romà, des de principi del segle vii fins a les primeries del viii, gran part del territori estigué subjecte al regne visigot de Toledo, i l'altra part, des de Dénia fins a Cartagena estigué sota dominació de l'Imperi Romà d'Orient primer, i del regne de Tudmir després, amb centre a Oriola. El pacte d'Abd al-Aziz amb Tudmir l'any 713 permeté l'entrada dels àrabs al territori, amb la qual comença una de les etapes més importants del País Valencià: l'època d'al-Àndalus. Malgrat que aquesta època encara no està suficientment estudiada i constitueix un dels períodes més foscs de la història del País Valencià, és generalment acceptada la importància de la influència de la seua cultura i la seua llengua sobre la cultura valenciana actual, que van fer del Xarq al-Àndalus un dels indrets més cultes d'Europa.
No obstant això, l'origen directe i més remot del País Valencià de hui dia es troba principalment vinculat amb la fundació del Regne de València, de caràcter feudal: l'any 1233, el rei Jaume el Conqueridor enceta la conquesta dels territoris marcats per tres segles de presència sarraïna: els regnes de taifes de Balànsiya, Dénia i Múrcia. Tot just fundat el regne, si bé hi roman la població tagarina, inicialment majoritària, s'hi feren repoblacions amb colons cristians d'origen català i aragonés, fonamentalment. Aquests cristians reestructuraren l'economia i organitzaren el territori al voltant de les viles amb representació a les Corts valencianes. L'any 1304 el regne s'estén fins a Oriola per la sentència de Torrelles, i ja estava proveït d'un estatus políticament independent amb els Furs de València des de l'any 1261, i la societat valenciana desenvolupa la seua identitat privativa, tot i compartir rei, cultura, i llengua amb els territoris hispànics de la Corona d'Aragó.

### Edat moderna
Entre 1519 i 1521, els gremis armats, amb l'aliança de la burgesia i dels camperols cristians, lluitaren contra la noblesa i l'aristocràcia (revolta de les Germanies). Però s'hi imposaren els nobles, assistits pels seus serfs mudèjars i ajudats per l'aristocràcia castellana. Llavors, la virreina, Germana de Foix, aprofità per a exercir una dura repressió, punt d'arrancada de la castellanització de la noblesa. També començà aleshores el "problema morisc", quan l'autoritat religiosa trobà vàlids els batejos forçosos que els agermanats havien aplicat als mudèjars, per la qual cosa esdevingueren cristians nous (1525). L'any 1563, Felip II va ordenar el desarmament dels moriscos valencians, en prevenció de possibles sublevacions, atesa la importància del col·lectiu morisc al regne de València.
Amb el virrei, arquebisbe i capità general Joan de Ribera, la Corona trobà un instrument magnífic per posar en pràctica el centralisme i els ideals de la Contrareforma. El 1609, Felip III (1598-1621) decretà l'expulsió dels 135.000 moriscos (nominalment "cristians nous"). La pèrdua sobtada d'un terç de la població suposà un greu perjuí econòmic, sobretot agrícola, perquè els moriscos treballaven el camp. No obstant això, Manuel Ardit demostrà que l'expulsió fou un estímul per a l'agricultura comercial de secà, i que els efectius demogràfics ja s'havien reposat cap a la fi del segle xvii.
Pel que fa a la cultura i a l'art, a principis de l'Edat Moderna destacaren el filòsof Joan Lluís Vives i el pintor Joan de Joanes. Del període posterior cal nomenar els pintors Francesc Ribalta i Josep de Ribera, els escultors Ignasi i Josep Vergara i el músic Joan Baptista Cabanilles.
Després del prestigi econòmic, social i cultural del segle d'or propiciat per l'expansió mediterrània de la Corona d'Aragó al segle xv, i després dels susdits conflictes socials, la Guerra de Successió espanyola i el Decret de Nova Planta (1707) desmantellen el regne amb la derogació dels Furs; el país passà a formar part del Regne d'Espanya assimilant-lo a la legislació castellana, i se'l privà d'autonomia, llengua i cultura pròpies.

### Edat contemporània i actualitat
Durant el segle xix, el País Valencià amplia les àrees d'agricultura, sobretot relacionades amb el conreu del raïm, l'arròs, els tarongers i l'ametller. El pas cap a la indústria el situarà en el quart lloc de l'Estat espanyol fins a l'actualitat. A principi del segle xx, la societat valenciana reivindica l'autogovern del País Valencià i, després d'un primer intent durant la Segona República espanyola, seguit d'un període de totalitarisme del 1939 al 1975, finalment disposa d'autonomia el 1977 durant la Transició espanyola. Durant la segona meitat d'aquest segle, sorgeix un nou sector econòmic que pràcticament substitueix el lloc de l'agricultura quant al nivell d'ingressos econòmics: el turisme. Amb l'aprovació de l'Estatut el 1982, recupera el seu govern propi, la Generalitat Valenciana, que n'assegura l'administració.
Al segle xxi, a la dècada del 2010, hi sorgí un pensament convençut d'una discriminació financera cap a la Comunitat Valenciana al repartiment fet per l'Estat espanyol.
El maig de 2016, el Tribunal Constitucional tombà la Llei 10/2007, de 20 de març, de règim econòmic matrimonial valencià, que possibilitaria un Codi civil valencià propi, que està autoritzat per l'Estatut d'Autonomia.

### Llinatges del País Valencià
Amb la conquesta cristiana del segle xiii, es va produir l'assentament al nou regne de nombrosos llinatges nobiliaris, sobretot procedents d'altres indrets de la Corona d'Aragó, els quals arraïlaren al territori, esdevenint llinatges valencians nobles. Tot seguit es mostren alguns dels més destacats en l'àmbit històric, amb membres importants en alguns casos: 
| - Llinatge dels Arenós - Llinatge dels Bertran de Lis - Llinatge dels Boïl - Ramon de Boïl i Dies - Pere de Boïl i Castellar - Jofré de Boïl i Codinats - Pere de Boïl i d'Aragó - Felip de Boïl i de la Scala - Ramon de Boïl i Montagut - Felip de Boïl i Soler - Llinatge dels Borja (Família Borja) - Roderic de Borja i de Castre-Pinós - Carles de Borja-Centelles i Ponce de León - Francesc de Borja - Joan de Borja i d'Armendia - Pere-Lluís de Borja i Cattanei - Joan Borja i Cattanei - Joan de Borja i de Castro - Joan de Borja i Enríquez - Carles de Borja-Aragó i Castro - Francesc Tomàs de Borja-Aragó i Centelles - Carles Francesc de Borja-Aragó-Centelles i Fernández de Velasco - Francesc Pasqual Dídac de Borja-Aragó-Centelles i Doria - Francesc Carles de Borja-Aragó-Centelles i Doria - Llinatge dels Carròs - Berenguer Carròs - Francesc Carròs i de Cruïlles - Llinatge dels Castellví - Pere de Castellví - Francesc de Castellví i de Vic - Agustí de Castellví i de Llança - Julià de Castellví i Lladró - Josep de Castellví i d'Alagó - Ricardo Castellví de Ibarrola - Llinatge dels Català de Valeriola - Bernat Català de Valeriola - Josepa Domènica Català de Valeriola - Llinatge dels Centelles | - Llinatge dels Corella - Llinatge dels Escrivà - Jaume Escrivà - Línia d'Escrivà de Romaní - Gaspar Escrivà de Romaní - Línia d'Escrivà d'Íxer - Onofre Vicent Escrivà d'Íxer i de Montpalau - Baltasar Escrivà d'Íxer i Montsoriu - Llinatge dels Lladró - Llinatge dels Maça - Llinatge dels Mercader - Berenguer Mercader i Miró - Gaspar Mercader i Carròs - Llinatge el Milà - Lluís Joan del Milà i de Borja - Llinatge dels Montpalau - Joan de Montpalau - Baltasar de Montpalau i Ferrer - Llinatge dels Montsoriu - Francesca Felipa de Montsoriu i Montpalau - Llinatge dels Pardo de la Casta - Llinatge dels Pròixida - Llinatge dels Roís de Corella - Joan Roís de Corella - Eximèn Peres Roís de Corella i de Santacoloma - Joan Roís de Corella i Llançol de Romaní - Llinatge dels Sabata de Calataiud - Lluís Peres Sabata de Calataiud i de Pallars - Llinatge dels Safortesa - Llinatge dels Vallterra - Ènnec de Vallterra - Llinatge dels Vich - Jeroni Vich i Vallterra - Joan Vich i Manrique de Lara - Llinatge dels Xèrica |

## Llengua
| Zona               | Castellà | Valencià | Ús indistint | Altres |
| ------------------ | -------- | -------- | ------------ | ------ |
| Regió Alacant      | 78,0%    | 12,2%    | 4,5%         | 5,3%   |
| Regió Alcoi-Gandia | 24,1%    | 67,7%    | 5,3%         | 2,9%   |
| València i À.M.    | 71,6%    | 20,1%    | 8,2%         | 2,1%   |
| Regió València     | 24,8%    | 66,4%    | 6,7%         | 2,1%   |
| Regió Castelló     | 39,2%    | 49,1%    | 6,6%         | 5,1%   |
| Total              | 56,5%    | 33,4%    | 6,9%         | 3,2%   |

El valencià, en el domini lingüístic del qual també s'anomena «català» en altres territoris dels territoris catalanoparlants, és reconegut com a llengua pròpia de la Generalitat Valenciana des del 1983 amb la Llei d'Ús i Ensenyament del Valencià, i també pròpia del País Valencià des del 2006 a l'Estatut d'Autonomia. Actualment, existeix al País Valencià el concepte legal de predomini lingüístic per a distingir l'ús que promou la Generalitat de les llengües oficials, que són el valencià i el castellà. A més dels dos idiomes oficials, la majoria de les persones sordes del País Valencià també utilitzen la llengua de signes valenciana.
El País Valencià té una realitat sociolingüística complexa i plural, generalment amb predomini del castellà a les zones urbanes i amb predomini del valencià a les zones rurals i ciutats mitjanes. La província de Castelló i el sud de la província de València són les zones on més es parla el valencià, i la província d'Alacant i l'àrea metropolitana de València són les zones on menys es parla.

Extensió del valencià al País Valencià

Històricament, des de la colonització feudal medieval, el valencià va ser la llengua majoritària en tot el país, gràcies a una lleugera majoria en el nombre de colons procedents de Catalunya; amb l'excepció de les comarques amb frontera amb Aragó (Racó d'Ademús, Alt Millars, Alt Palància i Serrans), on els colons aragonesos van ser majoritaris i van implantar el castellà.
La resta de les comarques castellanoparlants actuals (Foia de Bunyol, Canal de Navarrés, Vall de Cofrents, i alguns municipis del Vinalopó) són producte de la repoblació amb castellans del segle xvii, després de l'expulsió dels moriscos, ja que estes comarques van ser de majoria andalusina des del segle xiii fins al segle xvii. La comarca del Baix Segura patí un procés de substitució lingüística del català pel castellà que s'assolí al segle xvii després d'una epidèmia de pesta, el 1648, que afectà la població anterior valencianoparlant. La comarca de la Plana d'Utiel, com els municipis de Villena i Saix, no pertanyien fins al segle xix al País Valencià, i són de parla i cultura castellanes. El Regne de València, per tant, no va ser a l'edat mitjana un país amb dualitat lingüística valencià/castellà, com actualment, sinó que les dues llengües que majoritàriament es parlaven eren el valencià i l'àrab, a excepció de les comarques de parla castellana a la frontera amb Aragó.
Hui dia, a les grans ciutats de les comarques històricament valencianoparlants (i en qualsevol part del territori, si bé de manera no tan acusada), la presència del valencià és cada vegada menor, a causa del procés de minorització d'aquesta llengua que s'hi pateix en favor del castellà, en bona part per falta de suport polític, segons el PSPV, la UGT, l'AVL o membres de l'IEC. De fet, el darrer sondeig del 2005 revela que prop del 37% dels enquestats del predomini valencià afirma fer-lo servir preferentment, mentre que el 1995 el percentatge era del 50%. L'ús a l'escola també ha disminuït, encara que les autoritats no semblen preocupades. Es dona la circumstància que el Partit Popular governa en la Generalitat del País Valencià des de l'any 1995, per la qual cosa diverses associacions polítiques, culturals i lingüístiques associen el descens per motius polítics. A més a més, aquest procés s'ha vist agreujat els primers anys del segle xxi, amb la gran immigració que ha suposat, en poc menys de 5 anys, almenys mig milió d'habitants més, de parla castellana original (provinents de la resta d'Espanya o d'Amèrica del Sud), o d'altres indrets i que només aprenen el castellà.
Existeix una varietat dialectal en cadascuna de les regions del País Valencià. Així, les comarques del Nord són considerades zona de transició lingüística i s'hi troben els dialectes del Maestrat, septentrional i castellonenc; a les comarques del Xúquer es parla el valencià apitxat, el dialecte parlat al cap i casal; a les comarques centrals i a la Marina Baixa es parla el valencià meridional, la varietat més utilitzada pels valencianoparlants, en termes demogràfics i, finalment, a les comarques del Sud (excepte la Marina Baixa) es parla el valencià alacantí.
- Quant a les quatre habilitats lingüístiques:

El 76% de la població del País Valencià de més de quinze anys entén el valencià. Poc més de la meitat, el 53% és capaç de parlar-lo. El 46% està capacitada per a llegir-lo, i el 25% pot escriure'l.
- Quant a l'ús de la llengua. Les dades de l'ús del valencià donen compte de la minorització de la llengua:

A casa el 36% usa el valencià predominantment o en exclusiva, el 33% l'utilitza en les relacions d'amistat i un 20% el fa servir en grans superfícies comercials
- Comparativa de la situació sociolingüística de 1985[82] i 2004.[83]

Quant a les quatre habilitats lingüístiques, es verifica un estancament en el percentatge de població que és capaç d'entendre el valencià, una disminució en 7 punts percentuals de la població competent per a parlar-lo i un increment notable de la que pot llegir-lo i escriure'l (en 19 i 17 punts percentuals, respectivament).
Quant a l'ús de la llengua, el percentatge de població que usa el valencià ha baixat 15 punts o més en tots els àmbits d'ús.
| Coneixement                     | Percentatge |
| ------------------------------- | ----------- |
| L'entén                         | 76,0%       |
| El sap parlar                   | 53,3%       |
| El sap llegir                   | 47,0%       |
| El sap escriure                 | 25,3%       |
| Població total major de 15 anys | 100%        |

## Divisió administrativa

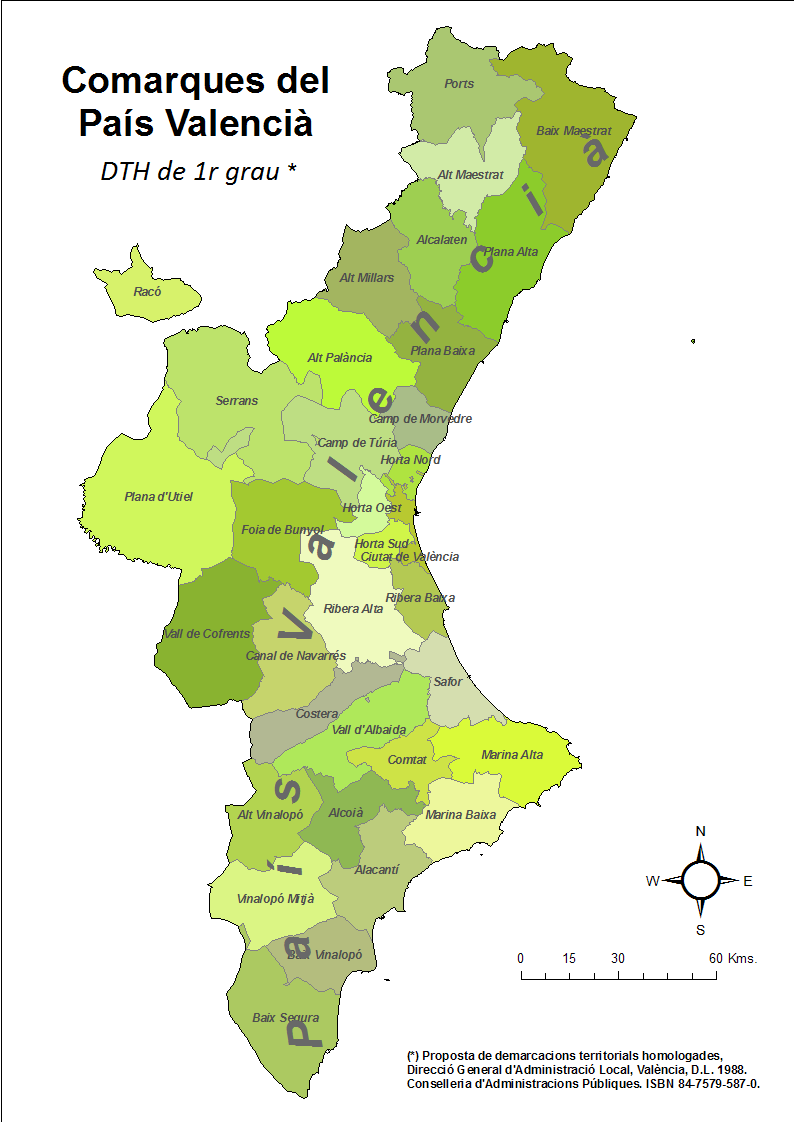
Mapa comarcal oficial del País Valencià

El País Valencià deixà de ser un territori administrativament i jurídicament independent després de la Batalla d'Almansa l'any 1707, quan passà sota administració castellana por derecho de conquista segons el Decret de Nova Planta de Felip V de Borbó, excloent la localitat Cabdet de les delimitacions del regne conquerit. En assimilar-se a la nova legislació castellana, l'entitat territorial de l'antic Regne de València es mantingué durant els successius governs borbònics com una entitat uniprovincial.
Amb l'arribada dels liberals i el canvi del concepte de Regne de Castella pel de Regne d'Espanya amb la constitució del 1812, i excepte la proposta recollida en la constitució federal de 1873, cap de les propostes de "regionalització provincial" respectava la cohesió territorial del País Valencià. El projecte del ministre d'Estat Segismundo Moret del 1884, per exemple, proposava de segregar el sud valencià de la demarcació d'Alacant per afegir-la a una nova regió de Múrcia (amb Albacete), i crear una nova "regió valenciana" afegint al romanent les províncies de Conca i de Terol. Altres propostes, també plantejades des del Govern de Madrid, creaven una regió "valenciana" amb l'afegiment de les províncies castellanes d'Albacete i de Múrcia al país. Els governs liberals espanyols no eren els únics que obviaven el precedent històric del Regne de València, ja que el govern napoleònic francés també dividia el país el 1810 en diferents prefectures repartides entre Catalunya, Castella i Múrcia.
En el segle xx, les noves propostes de regionalització es plantegen des d'instàncies pròpiament valencianes i, tret de la proposta anarquista d'un «País Valencià» amb les províncies de Conca i Albacete, totes defensaven la cohesió territorial. Així, el projecte de l'Estatut d'Autonomia del País Valencià de 1939, durant la Segona República, va significar un primer pas en aquest sentit. L'any 1976, amb la creació del Consell del País Valencià i, posteriorment, amb l'aprovació de l'Estatut d'Autonomia el 1982, es materialitza la recuperació de l'entitat territorial del País Valencià, ja que fa referència explícita a l'antic Regne de València. Tot i això, els límits no coincideixen exactament amb les delimitacions històriques, a causa de la prevalència de les demarcacions provincials de València, Alacant i Castelló.

### Províncies
En la primera divisió provincial de l'Espanya sota domini napoleònic, al segle xix, l'administració espanyola dividí el territori entre la prefectura d'Alacant i la de València, que limitava amb la prefectura de Tarragona en la línia que unia Vistabella i Peníscola.
El 1822, es plantegen per primera vegada unes províncies semblants a les actuals, en què es divideix el país, de nord a sud, en les províncies de Castelló, València, Xàtiva i Alacant. Finalment, el 1833, amb la divisió proposada per Javier de Burgos, finalment el nombre de províncies queda en tres, suprimint la de Xàtiva.

Logotip de la Generalitat Valenciana des de 2018.

El 1851, s'afegeixen al País Valencià els territoris històricament castellans de Villena a la província d'Alacant, i de Requena a la de València. Per altra banda, la localitat històricament valenciana de Cabdet, conjuntament amb la localitat d'Almansa, tot i haver sol·licitat sense èxit el 1861 l'annexió a la província d'Alacant, no ha tornat a formar part territorialment del País Valencià des del 1707, i roman en l'actualitat vinculada al territori històric de Castella, unida a la província d'Albacete.

### Comarques, mancomunitats i regions

Diferents àmbits del País Valencià

Al País Valencià existeix una molt arrelada tradició de comarcalisme, si bé la divisió comarcal actual, basada en la proposta de delimitació de Joan Soler i Riber el 1970, difereix de la divisió comarcal tradicional, descrita per Emili Beüt el 1934. L'agrupació de les comarques en quatre regions proposada per Joan Soler no va rebre suport polític en la creació de la comunitat autònoma valenciana l'any 1982, i se les va ajustar a la divisió provincial espanyola preexistent. Aquestes regions es tractaven d'agrupacions comarcals segons criteris històrics, lingüístics i socioeconòmics.
La llei de Mancomunitats de 2018, inspirada en la proposta del professor de dret administratiu Andrés Boix, dóna llibertat als municipis per associar-se voluntàriament respectant els límits comarcals o per unificar serveis, creant dos tipus de mancomunitats.
L'any 1999, es crea el Consorci de les Comarques Centrals del País Valencià, amb l'objectiu d'assolir una quarta província espanyola, en què s'afegeix una cinquena regió valenciana.
Regions del País Valencià:
- Comarques del nord,
- Comarques de l'interior,
- Comarques del Túria-Xúquer,
- Comarques centrals,
- Comarques del sud.

### Municipis extrems
|                       | Més                     | Més                     | Menys                   | Menys              |
| --------------------- | ----------------------- | ----------------------- | ----------------------- | ------------------ |
| Població              | València                | 785.732 habitants       | Castell de Cabres       | 16 habitants       |
| Extensió              | Requena                 | 814,20 km²              | Llocnou de la Corona    | 0,10 km²           |
| Densitat de població  | Mislata                 | 20.328,10 habitants/km² | Castell de Cabres       | 0,62 habitants/km² |
| Altura                | Vistabella del Maestrat | 1.246 msnm              | Sedaví                  | 1 msnm             |
| Entitats territorials | Requena                 | 30                      | varis                   | 1                  |
| Nord                  | Sorita                  | 40º 43' 42" N           | El Pilar de la Foradada | 37º 52' 0" N       |
| Oest                  | Villargordo del Cabriel | 1º 26' 28" W            | Vinaròs                 | 0° 28' 29" E       |

## Geografia

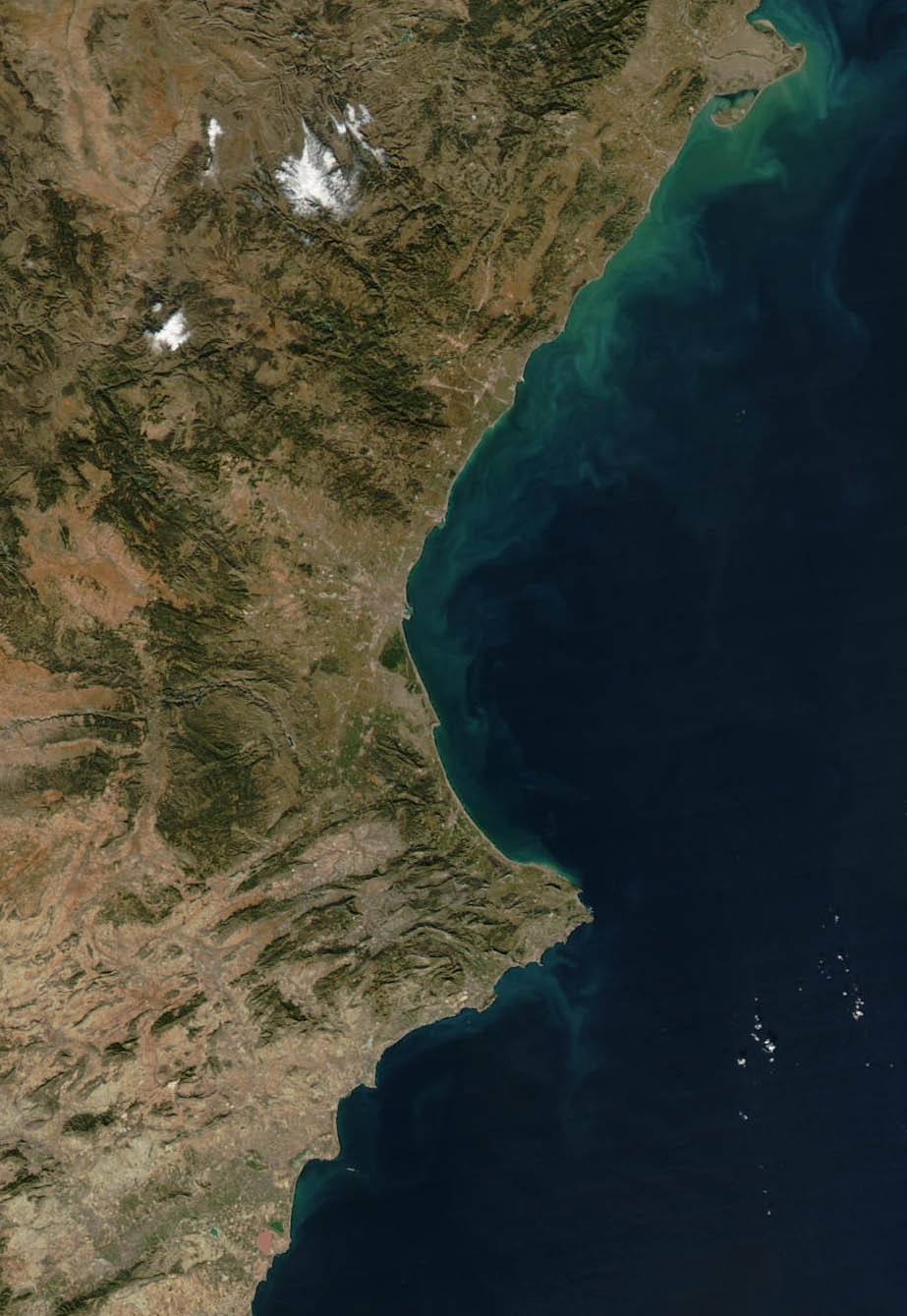
Imatge de satèl·lit del País Valencià (original NASA)

### El relleu
Ve configurat per les muntanyes del nord, que pertanyen al Sistema Ibèric, les serres meridionals del Sistema Bètic i les serres, altiplans i planures centrals. Al Maestrat, s'hi troba la muntanya més emblemàtica del país, la Penyagolosa, de 1.813 m. d'alçada, considerada popularment com la més elevada, però aquest honor en realitat correspon al Calderón, al Racó d'Ademús, que s'enlaira fins als 1.839 msnm; també al Racó hi ha el Gavilán (1.747 msnm), la Creu dels Tres Regnes (1.555 m) i el Tortajada (1.541 msnm). Per no fer exhaustiva la relació i anomenar només els pics amb més de 1.500 msnm, en terres de la Marina, l'Aitana (1.558 msnm).
El litoral alterna penya-segats com la serra d'Irta, els de la Vila Joiosa o la serra Gelada amb aiguamolls i maresmes, com ara la Ribera de Cabanes, l'Albufereta d'Orpesa, les albuferes de València i Elx, les llacunes de Torrevella i la Mata, esdevingudes salines, o la marjal de Pego; grans cordons de platges de sorra, des de Benicàssim fins a Almenara, des de Puçol fins a la Marina i importants formacions de dunes com el Saler de València o les de Guardamar.

### Clima

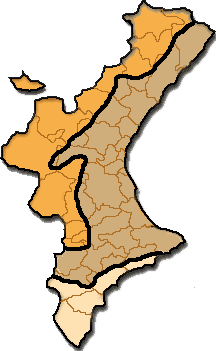
Variació del clima mediterrani: típic (marró), continental (taronja), i sec (rosa)

El País Valencià és banyat al llarg de la façana costanera per la Mediterrània i, per tant, el seu clima és el mediterrani que, com més s'endinsa cap a l'interior, menys suau és.
Al territori no hi existeix el mateix tipus de clima mediterrani, sinó que hom troba el clima de la plana litoral septentrional, el clima de la plana litoral plujosa, clima semiàrid litoral, clima de la franja de transició, clima de les muntanyes del nord-est, clima de la façana plujosa del massís d'Alcoi, clima continental del vessant sec del massís d'Alcoi, i clima del sector central occidental.
El clima de la plana litoral septentrional s'estén per tot el litoral nord i centre del territori, amb uns hiverns no gaire freds a causa de l'acció suavitzadora que la mar fa en la temperatura, i amb uns estius prou secs i calorosos; les precipitacions es concentren a la primavera, i també a la tardor, però amb riscos de gota freda. Les localitats més representatives que es troben amb este clima poden ser Alzira, Castelló, Gandia, Torrent, Sagunt i València.
El clima Continental és un clima de transició entre el mediterrani el continental, propi de l'interior de la península Ibèrica. Els hiverns són freds, els estius són més càlids que en el clima mediterrani típic i les precipitacions escassegen, però estan més ben distribuïdes al llarg de l'any, i en forma de neu a l'hivern. Localitats: Requena, Villena, Alcoi, Ibi.
El clima Sec té lloc des de la Marina Alta cap al Baix Segura, amb unes temperatures força càlides a l'estiu, i uns hiverns suaus, i les precipitacions hi escassegen força. Com més al sud, més àrid és el clima amb uns hiverns encara més suaus, amb uns estius força llargs, secs i calorosos. Les precipitacions hi tenen lloc de manera ocasional en les estacions de transició, és a dir, tardor i primavera. Localitats representatives: Alacant, Benidorm, Elx, Oriola i Torrevella.
El clima de muntanya té lloc a les zones més altes del territori, vorejant l'àrea del Mediterrani continental. El clima de muntanya es regix per l'altitud, factor que influïx en la temperatura i les precipitacions, que sovint són més abundants i en forma de neu a l'hivern. Localitats: Racó d'Ademús, Morella.

### Hidrografia
Només trobem dos grans rius: el Segura i el Xúquer, ambdós al·lòctons, com també ho són el Millars i el Túria.
El Xúquer, amb 497 km, naix a Ojuelos de Valdeminguete (Conca), per desembocar a Cullera. En canvi, el Segura, amb 325 km, naix a Fuente Segura (Jaén) i finalitza el recorregut a Guardamar del Segura. Pel que fa al Millars, naix a la serra de Gúdar (Terol), i el Túria a Muela de San Juan, a Albarrasí (Terol). Exceptuant-ne el Segura, que naix a les Serralades Bètiques, la resta dels al·lòctons naixen a la serralada ibèrica.
D'altra banda, els autòctons es caracteritzen per ser rius curts, que naixen a les serres properes a la costa i, per tant, tenen un gran pendent. Al nord, hi ha el riu Sénia, limítrof amb Catalunya, el Cérvol, el Cervera i el Palància. Al sud, el riu Serpis, també anomenat riu d'Alcoi, el Xaló-Gorgos, l'Algar, el riu de la Vila, el Montnegre, la rambla de les Ovelles i el Vinalopó
Estos rius es caracteritzen per tindre un cabal irregular, amb crescudes de tardor temudes i que provoquen inundacions en les seues valls, de nord a sud: la Plana, l'Horta, la Ribera i el Baix Segura. També cal dir que pateixen un intensiu aprofitament hídric mitjançant preses per al consum humà, industrial, turístic i agrícola, i són el fonament dels pròspers regadius valencians.

## Parcs naturals
La Generalitat, amb la Llei 11/94, de 27 de desembre, sobre Espais Naturals, estableix la categoria de parc natural i els defineix com a àrees naturals poc transformades per l'acció humana, la conservació dels quals mereix una atenció preferent per part de la Generalitat Valenciana, que concedeix aquesta figura legal, i es consideren adequats per a la integració en xarxes estatals o internacionals d'espais protegits. Els parcs naturals són àrees naturals representatives pels seus ecosistemes o la singularitat de la flora, de la fauna o de les formacions geomorfològiques, o bé per la bellesa del paisatges, i contenen uns valors ecològics, educatius, culturals o estètics.
Les activitats a realitzar-hi s'orientaran cap als usos tradicionals agrícoles, ramaders i silvícoles, i a l'aprofitament de les produccions compatibles amb les finalitats que van motivar-ne la declaració, així com a la visita i gaudi amb les limitacions necessàries per a garantir la protecció i les activitats pròpies de la gestió de l'espai protegit.

## Política i Govern

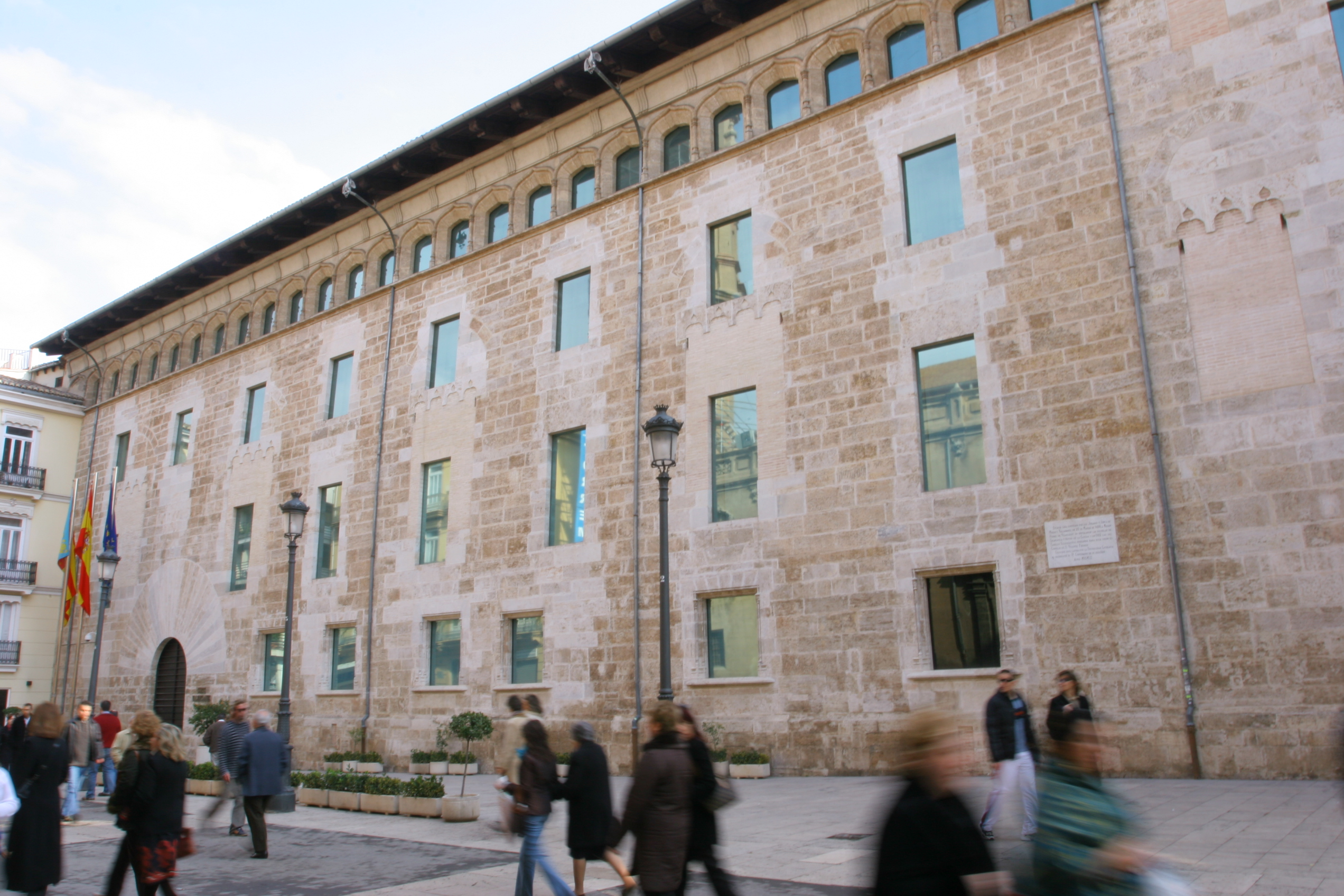
Palau dels Borja, seu de les Corts

Article principal: Política i govern del País Valencià
El País Valencià, en reconeixement de la seua identitat com a nacionalitat històrica de l'Estat espanyol, provenint de l'històric Regne de València, accedí al seu autogovern i es constituí en comunitat autònoma amb el nom oficial de Comunitat Valenciana, amb la promulgació del seu primer Estatut d'Autonomia el 1982.
Totes les institucions de govern de la Comunitat Valenciana constitueixen la Generalitat Valenciana. Estes institucions són: 
- les Corts Valencianes: l'òrgan legislatiu de la comunitat integrat per un mínim de noranta-nou diputats electes per sufragi universal segons la representació proporcional, per un període de quatre anys;
- la Presidència, encapçalada pel president de la Generalitat, electe per les Corts;
- el Consell: l'òrgan col·legiat de govern amb potestat executiva i reglamentària. Està integrat pel president i pels membres designats per ell.

Les altres institucions de la Generalitat són: el síndic de Greuges, la Sindicatura de Comptes, el Consell Valencià de Cultura, l'Acadèmia Valenciana de la Llengua, el Consell Jurídic i Consultiu i el Comité Econòmic i Social.

## Economia
En l'any 2002 el País Valencià va generar el 10,5% del PIB estatal, baixant fins al 9,30% en 2021, creava en 2002 el 12% de les exportacions espanyoles i el 9,78% del valor afegit brut industrial estatal, i el seu estoc de capital representava l'any 2000 el 10,4% del total estatal. L'any 2003 el deute públic de la Generalitat Valenciana va superar el 10,5% del PIB valencià i aquesta dada va pujar en 2021 fins al 47,80%, quan la taxa d'atur es va situar en el 13,5%. En 2006 el PIB va arribar 20.000 milions d'euros, i fins al 2020 s'ha mantingut al voltant d'aquesta xifra, amb un PIB per càpita en 2019 de 23.206 euros. Amb dades de 2021, per sectors, el principal és el sector serveis, que representa el 72,15% del PIB de la Comunitat, seguit per la indústria, amb el 18,77, després la construcció amb el 6,98 i tanca el sector agrícola amb el 2,09%.
El seu sector industrial és considerable pels seus nivells de productivitat elevats, i perquè es tracta d'uns sectors més intensius en la creació de valor afegit i de riquesa que l'agricultura, el turisme o la construcció. Així, en l'any 2003 el 21% del PIB valencià va ser generat per una indústria que produïa per valor de 36.730 milions d'euros, i donava feina a 347.861 persones. El model empresarial valencià característic és la PIME, principalment de caràcter familiar, si bé hi ha algunes multinacionals. Malgrat la greu crisi econòmica entre 1973 i 1985, és la segona autonomia exportadora de l'Estat, i el volum de les exportacions arribà als 16.910 milions d'euros l'any 2005.

## Demografia

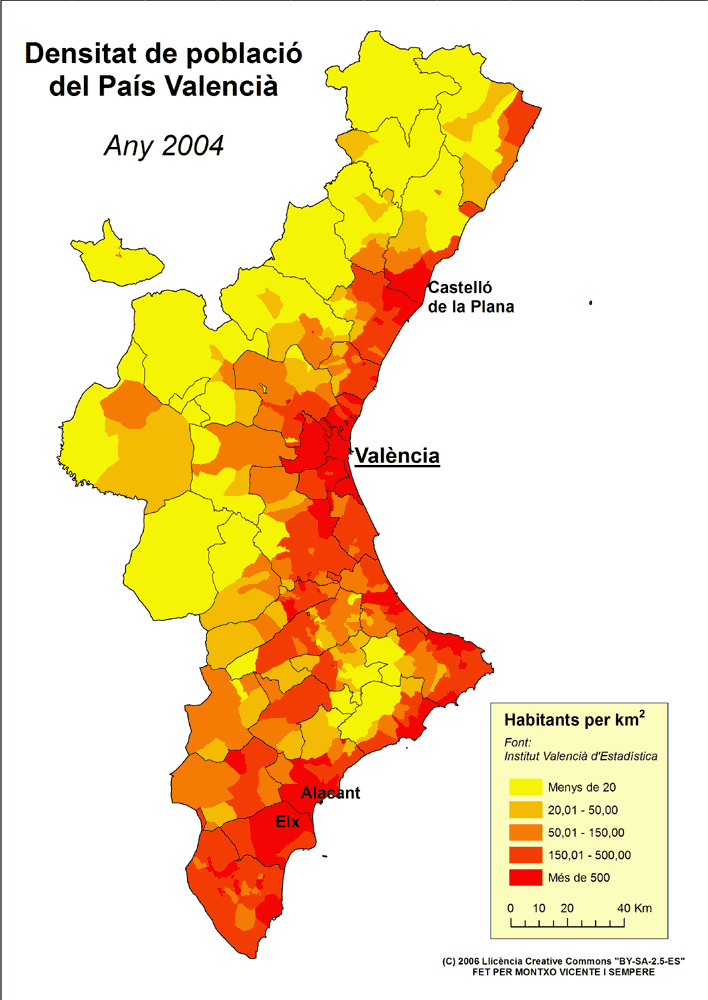
Densitat de població dels municipis valencians

La població empadronada estimada per l'INE a data d'1 de gener del 2013 és de 5.104.365.
La demografia del País Valencià tradicionalment es concentrava en localitats i zones de conreu a la vora dels rius més importants (Xúquer, Túria, Segura, Vinalopó), així com en poblacions importants costaneres amb ports, segons les activitats agrícoles o comercials. Les poblacions més importants es troben a l'àrea metropolitana de València, el corredor entre València i Castelló de la Plana, i el corredor entre Elx i Alacant.
D'aquesta distribució tradicional, originada per les característiques orogràfiques i la possibilitat de l'agricultura de regadiu, es deriva que, encara actualment, la densitat de població és major en les comarques centrals i del sud i menor en les comarques del nord i de l'interior. També afectà la demografia (i és potser l'excepció a la distribució esmentada) la gran activitat industrial o de productes derivats de l'agricultura, durant el segle xx, en ciutats no costaneres com ara Alcoi, Elda, Novelda, Ontinyent, Petrer, Villena i la Vall d'Uixó.
En els darrers anys, s'ha accentuat la concentració en les grans capitals i les seues localitats de les àrees metropolitanes (destacant-ne Torrent, Mislata, Paterna, Burjassot, Sant Vicent del Raspeig, etc.) i, molt especialment, en pobles i ciutats costaners. Així, poblacions tradicionalment menudes (com ara Benidorm o Torrevella) han patit un increment poblacional molt remarcable (encara més remarcable durant les estacions càlides de l'any) degut fonamentalment a les migracions generades pel turisme.
Podríem dir, per tant, que la demografia del País Valencià hui dia és ja clarament majoritàriament urbana, amb gran influència de migracions degudes al turisme i migracions estacionals de segona residència, i amb una clara tendència cap a les poblacions costaneres.

| País Valencià 5.104.365 habitants \| \| \| \| \| \| \| \| \| \| \| \| \| \| \| \| \| \| Localitat \| València \| Alacant \| Elx \| Castelló \| Torrevella \| Torrent \| Oriola \| Gandia \| Paterna \| Benidorm \| Sagunt \| Alcoi \| Sant Vicent del Raspeig \| Elda \| Vila-real \| \| Població \| 800.215 \| 337.482 \| 234.765 \| 174.264 \| 84.667 \| 83.962 \| 78.505 \| 75.798 \| 71.035 \| 70.450 \| 67.173 \| 59.354 \| 58.978 \| 52.813 \| 51.293 \| |          |         |         |          |            |         |        |        |         |          |        |        |                         |        |           |
| |          |         |         |          |            |         |        |        |         |          |        |        |                         |        |           |
| Localitat | València | Alacant | Elx     | Castelló | Torrevella | Torrent | Oriola | Gandia | Paterna | Benidorm | Sagunt | Alcoi  | Sant Vicent del Raspeig | Elda   | Vila-real |
| Població | 800.215  | 337.482 | 234.765 | 174.264  | 84.667     | 83.962  | 78.505 | 75.798 | 71.035  | 70.450   | 67.173 | 59.354 | 58.978                  | 52.813 | 51.293    |

|           |          |         |         |          |            |         |        |        |         |          |        |        |                         |        |           |
| Localitat | València | Alacant | Elx     | Castelló | Torrevella | Torrent | Oriola | Gandia | Paterna | Benidorm | Sagunt | Alcoi  | Sant Vicent del Raspeig | Elda   | Vila-real |
| Població  | 800.215  | 337.482 | 234.765 | 174.264  | 84.667     | 83.962  | 78.505 | 75.798 | 71.035  | 70.450   | 67.173 | 59.354 | 58.978                  | 52.813 | 51.293    |

## Diada nacional
- 9 d'octubre: es commemora l'entrada de Jaume I a la ciutat de València l'any 1238.
- 25 d'abril: aniversari de la derrota dels maulets a la Batalla d'Almansa, que suposà la victòria de Felip V d'Espanya i la derogació dels furs atorgats pel rei Jaume I. Aquesta commemoració té un caire polític, cultural i cívic, tot i que oficialment només és el dia de les Corts Valencianes.[115]

## Salut
El 2018 l'Observatori del Càncer avisà que quasi la meitat de la ciutadania valenciana tenia sobrepès, superant la mitjana estatal.

## Cultura i tradicions

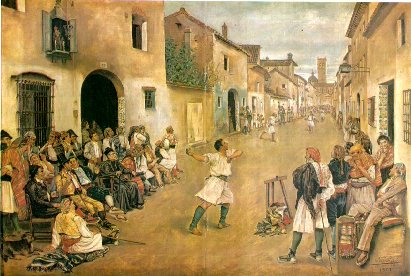
Joc de pilota, de Josep Bru i Albinyana

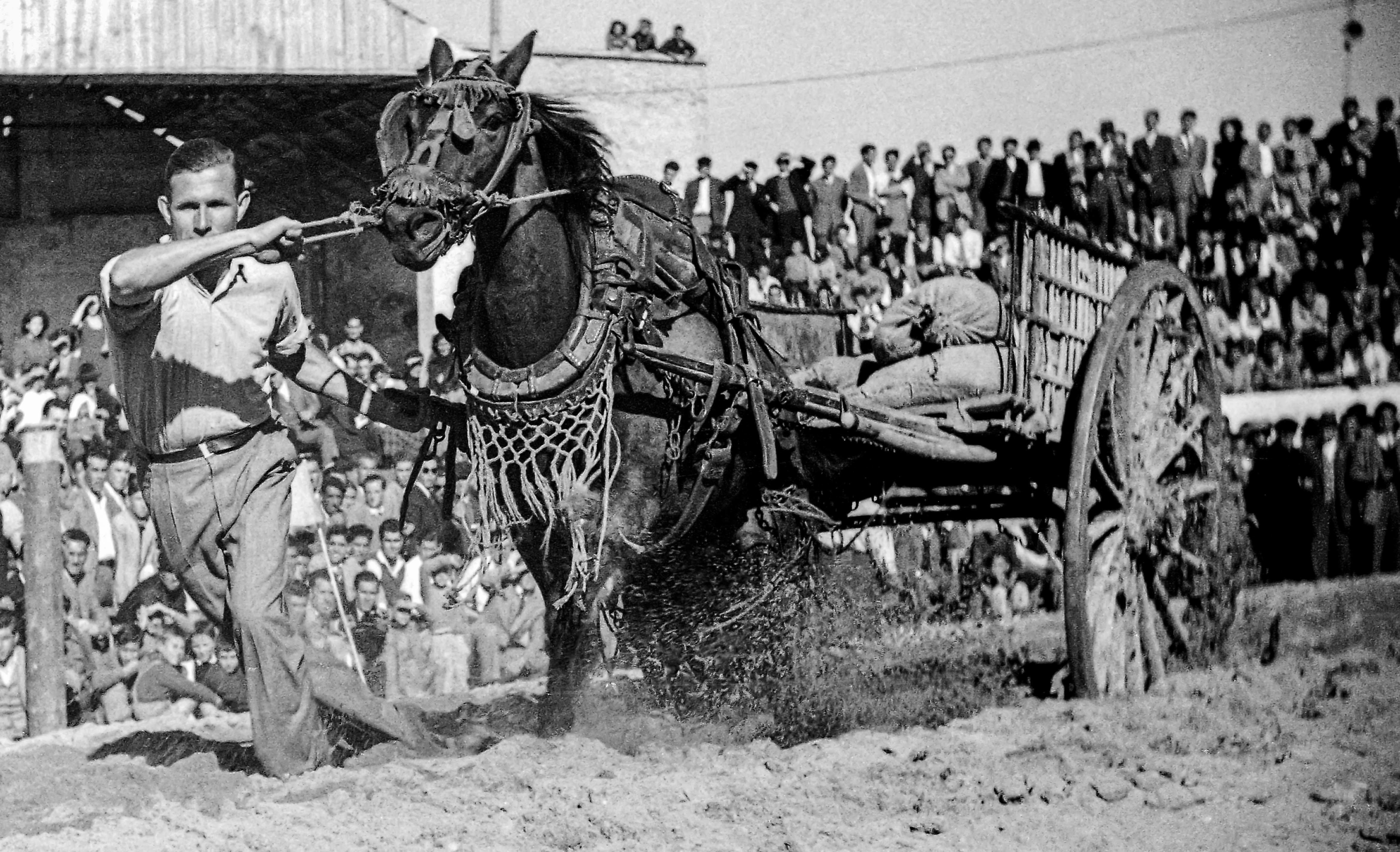
Tir i arrossegament, Benifaió. 04-04-49

Els trets culturals valencians són clarament mediterranis, per raons geogràfiques i històriques, amb influències de tots els pobles que han intervingut en la seua història. La religió catòlica, encara majoritària entre els creients, ha marcat també molts trets de comportament individual i col·lectiu.
Si bé moltes tradicions ancestrals poden tindre un origen romà (com ara el culte al foc) de manera similar a altres indrets de la Mediterrània, així com la dieta, també hi existeixen importants influències àrabs en la cultura, especialment en la gastronomia.
De la conquesta feudal, encara hui són visibles les diferències culturals entre els pobles de repoblament català, els pobles de repoblament aragonés (anomenats col·loquialment xurros) i els pobles provinents de Castella (com ara, la comarca de la Plana d'Utiel i el senyoriu de Villena).
Entre les tradicions culturals podem citar-ne:
- esports fortament arrelats al País Valencià, com ara el tir i arrossegament[117] o, fins i tot, distintius: la pilota valenciana;[118]
- aficions amb molta tradició, com ara la colombicultura;
- jocs de cartes amb tota una cultura i vocabulari al seu voltant, com ara el joc del truc;
- l'existència d'un conreu molt estès de la música en totes les capes socials, generalment al voltant de les bandes de música i les societats musicals del País Valencià;
- l'ús del tabalet i dolçaina com a instruments musicals per a amenitzar qualsevol ocasió al carrer;
- la preservació, encara viva, de cants tradicionals, com les albades; balls públics, com les danses o els balls plans; i balls tradicionals, com la jota;[119]
- la indumentària tradicional, recuperada ocasionalment per a balls tradicionals i actes festius;
- les festes, amb una gran importància del foc (falles i fogueres), la llum (gaiates), la pirotècnia, la vestimenta i la música (vegeu més avall);
- la gastronomia, amb gran varietat d'arrossos i dolços (vegeu més avall).[120]

### Esports

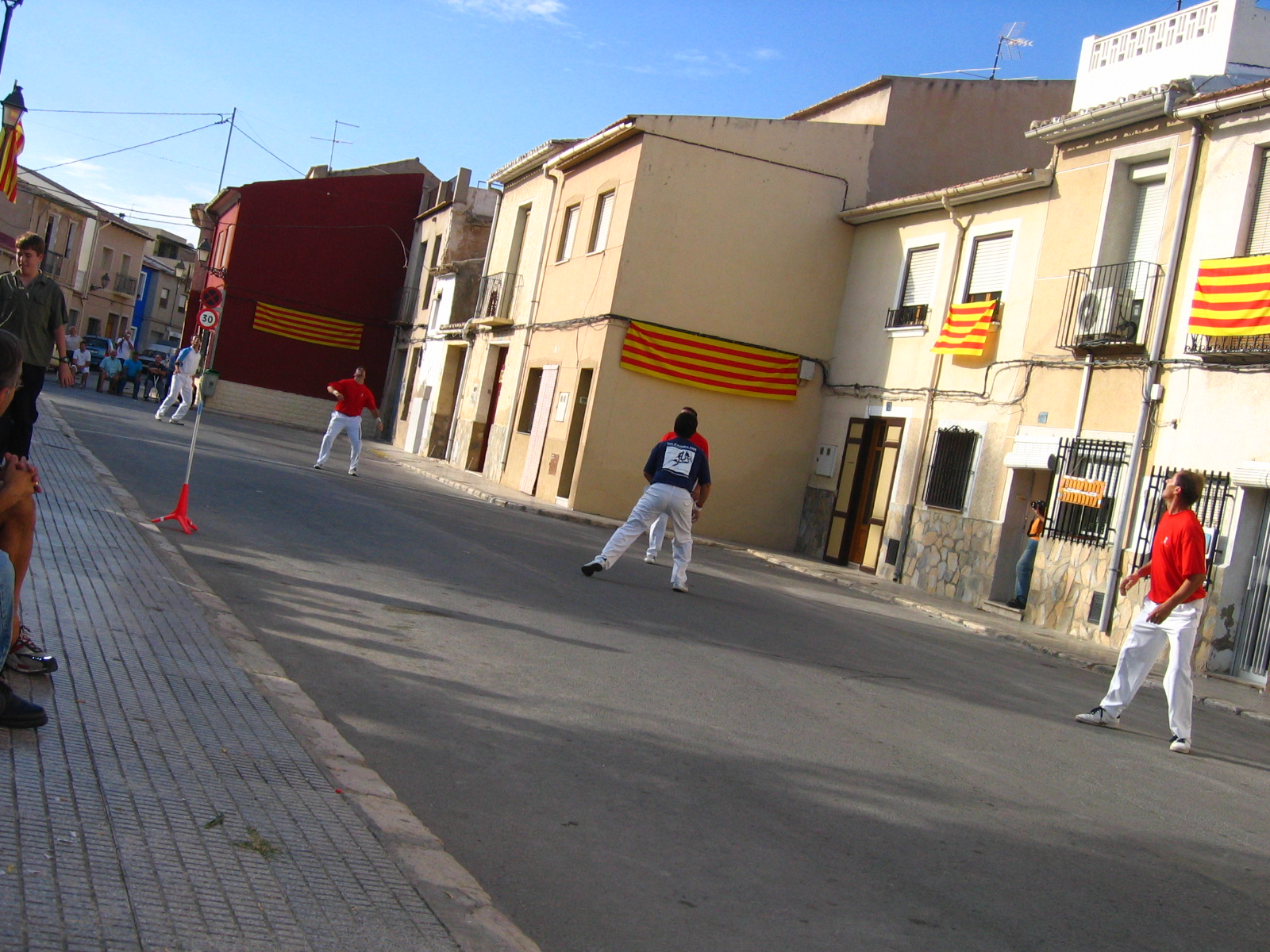
Partida de llargues en un carrer de Sant Joan d'Alacant

L'esport tradicional per antonomàsia és el joc de la pilota valenciana, fins a tal punt que hi ha jugadors professionals i una selecció valenciana de pilota que participa en les competicions internacionals més importants. Aquest esport es practica en més de huit modalitats distintes, bé al carrer o bé en un trinquet. Durant les partides, és típic que el públic es trobe gairebé envaint l'espai de joc, i un o dos marxadors arrepleguen les apostes que fan per l'equip de "blaus" o de "rojos", els únics colors utilitzats en la indumentària dels pilotaires, juntament amb el blanc, del qual solen ser els pantalons i les espardenyes. La pràctica i el coneixement d'aquest esport està augmentant des que se'n retransmeten partides per TV i els nous instituts d'educació mitjana han de tindre pistes de joc adients.
Un altre dels esports més característics és la colombicultura, o els coloms esportius, que es començà a practicar especialment a partir de la dècada de 1920. També és tradicional el joc de la petanca.
L'esport més popular, com a quasi tot el planeta, és el futbol. Al País Valencià, existeixen equips importants de futbol, principalment el València CF, Vila-real CF, Llevant UE (el més antic, fundat el 1909), Elx CF, Hércules CF, Castelló CF i el CE Alcoià. Un altre dels esports olímpics en què es destaca és el bàsquet, amb els equips València Bàsquet i Etosa Alacant. L'esport olímpic més important dels equips femenins és l'handbol, en què es van recollir importants i nombrosos títols, amb equips ara desapareguts com el Balonmano Mar Sagunto o Club Balonmano Calpisa.
El País Valencià disposa també del famós circuit de Xest, de 4.005 metres de recorregut, on es disputa el Gran Premi de la Comunitat Valenciana en les disciplines de motociclisme MotoGP i Superbike en l'última jornada del Campionat del Món de motociclisme. Este circuit fou inaugurat el 19 de setembre del 1999 i fou anomenat el circuit Ricardo Tormo, en homenatge pòstum al pilot valencià. El circuit consta de 65.000 seients i un aforament aproximat de 120.000 persones.
L'any 2008, es començà a celebrar el Gran Premi d'Europa en el Circuit Urbà de València curses de la Fórmula 1, GP 2, Fórmula 3, Fórmula BMW i Porsche Mobil 1 Supercup. Este circuit consta de 5.473,5 metres de recorregut i d'un aforament superior als 110.000 espectadors repartits entre les 23 graderies del circuit. Este gran premi havia de suposar un impacte econòmic al voltant del 70 milions d'euros anuals, però quedà en desús a partir del 2013, i foren subhastades algunes infraestructures el 2017.

### Festes[132]

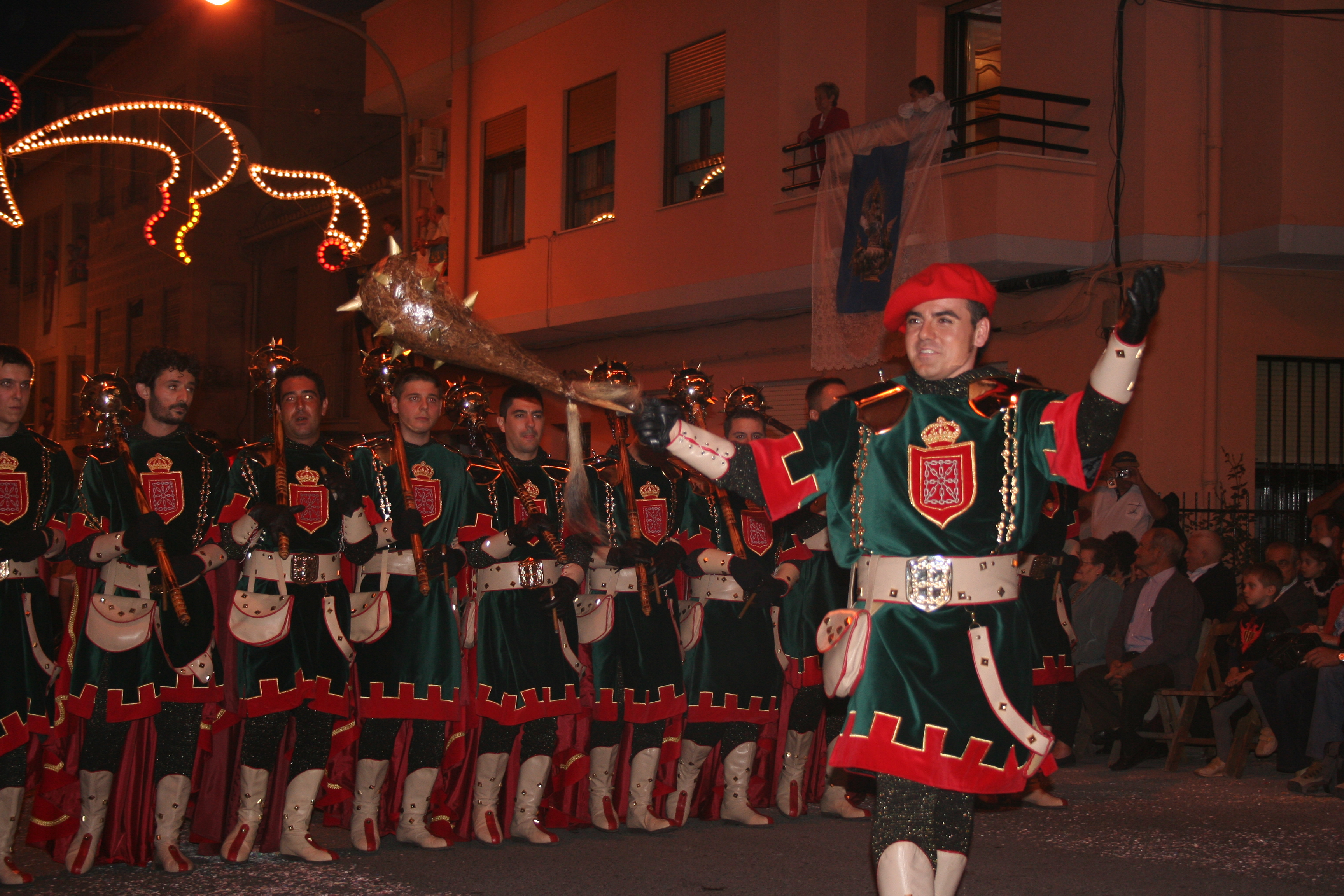
Moros i cristians en les festes de Callosa d'en Sarrià

- En tot el país: festes de Setmana Santa i Pasqua, temps que és tradicional per empinar el catxerulo (volar l'estel) i menjar-se la mona.
- Les Falles a la diada de Sant Josep, el 19 de març (sobretot a les comarques que envolten la capital).
- La Magdalena, a Castelló de la Plana.
- Festes de moros i cristians: d'Alcoi, a la Vall d'Albaida, a la Vila Joiosa (el desembarcament), el Comtat, les comarques del Vinalopó, etc.
- Fogueres de Sant Joan, a Alacant.
- El Misteri d'Elx.
- La mocadorada, a la ciutat de València i rodalia, que té lloc cada 9 d'octubre, dia de Sant Donís i diada del País Valencià.
- Les Festes de la Mare de Déu de la Salut d'Algemesí, amb multitud de balls, com la muixeranga, els tornejants, el bolero, etc.
- Festes i representacions en molts pobles i ciutats, en honor a sant Vicent Ferrer, patró del País Valencià.

### Gastronomia[120]

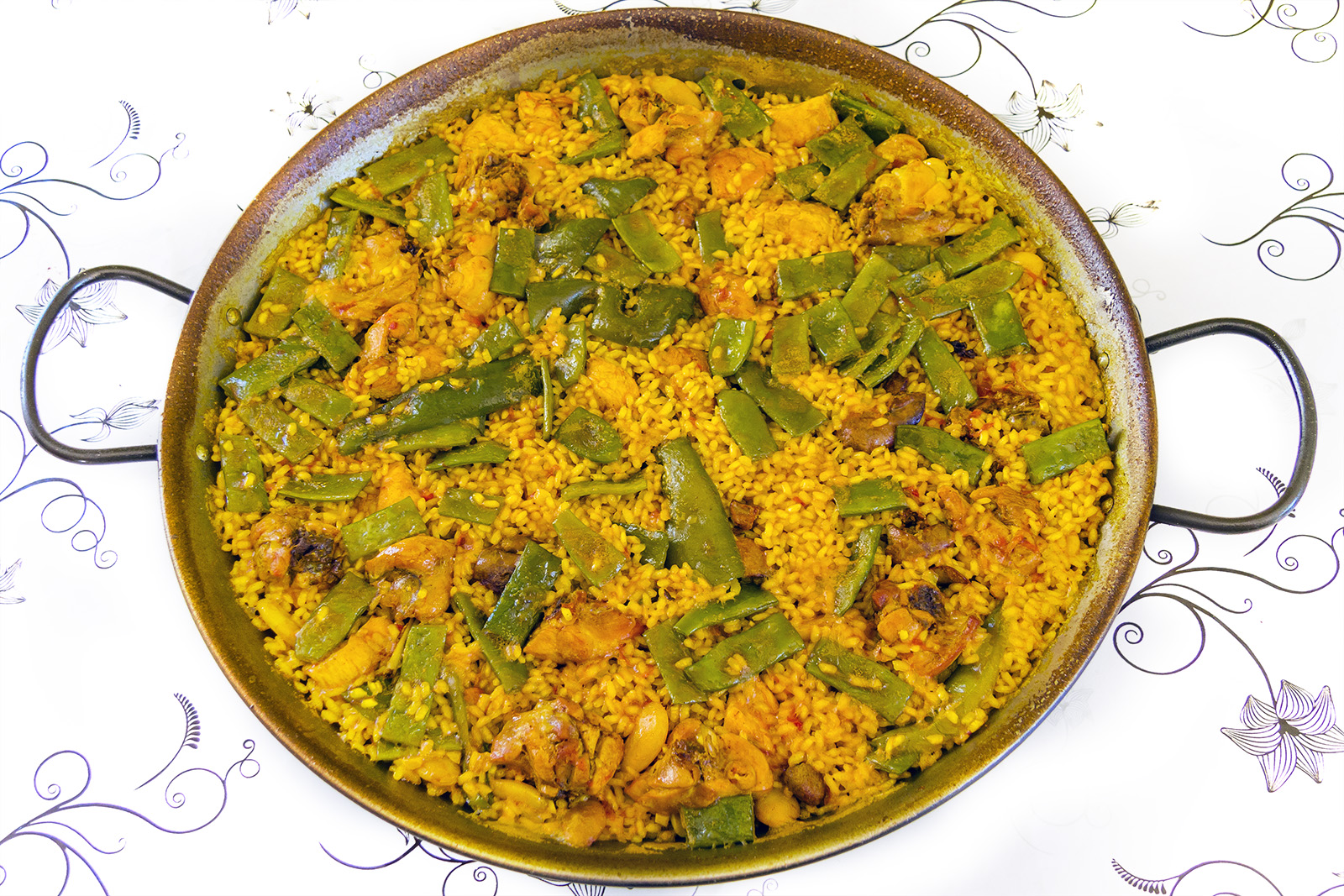
Una paella valenciana, amb conill, pollastre i garrofó

La gastronomia del País Valencià és marcada per la geografia del país. Així doncs, a la costa destaquen les coques i plats d'arròs, i s'empra preferentment els cereals —l'arròs, dacsa, blat—, llegums, fruites —raïm, taronja— i les hortalisses, mentre que a l'interior destaquen gaspatxos i ollades i l'ús d'embotit, nous i ametlles, bolets i caça. Tant les aportacions dels grecs —l'ametlla, el vi— i dels romans —l'orxata, l'oli d'oliva— com les dels musulmans —torró, bunyol, arnadí i altres dolços— i els repobladors cristians —sobrassada, coques, esgarrat, espencat— hi són destacables.
- Begudes: mistela, cafèlicor, herbero, aigua de València, aiguardent, absenta, cassalla, orxata, barrejat, vi del País Valencià.

- Plats
  - Arrossos: arròs a la paella, arròs a banda, arròs i crosta, arròs al forn, arròs amb fesols i naps, arròs negre, arròs a la pedrada, arròs caldós, arrossejat.
  - Altres: fideuà, putxero (olla), esgarrat, espencat o escalivada, albergínies farcides, all i pebre, coques —entre estes, la coca de mullador, les coques de dacsa, la coca de tonyina, la coca de fira i la coca de xulla—, bullit, sang amb ceba, gaspatxo.

- Postres i piscolabis
  - Dolç: arnadí, bunyols de carabassa, coca de llauna, coca de sucre, delícies d'Elx, panellets, pastissets d'ametlla o de moniato, torró, almoixàvenes o monjòvenes, carabassa al forn, carabassat, casca, arrop i tallaetes, mona, flaó, fartons, coca celestial, tonya o pa socarrat, pestinyos.
  - Salat: rosquilletes, pastissets de bleda.

- Altres: allioli, mullador, embotit, incloent-hi sobrassada de la Marina.

## Llocs d'interés
Entre els llocs d'interés turístic o cultural, figuren els parcs naturals ja esmentats, i també:

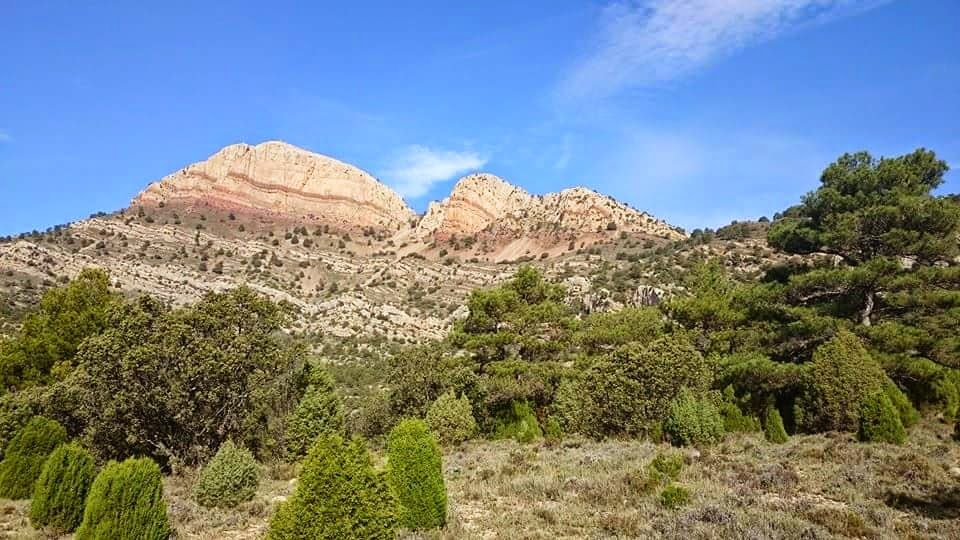
Penyagolosa

- La Penyagolosa, el Montgó, l'Aitana i els Ports tenen una importància gairebé mítica en el folklore local com a llocs de pelegrinatge i excursionisme.
- Monestirs i esglésies d'interès inclouen el monestir de Santa Faç, Santa Maria de la Valldigna, Santa Maria del Puig, Sant Joan de Penyagolosa, Santa Maria de Benifassà, la Cartoixa de Porta Coeli, Santa Maria de Morella, la catedral de València, les esglésies de Sant Joan de l'Hospital i Sant Joan del Mercat, ambdues de la capital, i la de Sant Bertomeu a Xàbia.
- La Ciutat Vella de València té un alt valor cultural i arquitectònic, però també són d'interés general pels seus nuclis antics les poblacions de Morella, Vilafranca, Peníscola, Sant Mateu i el pobles dels Ports i el Maestrat; Vilafamés i Cabanes a la Plana, al centre, Xàtiva i Alzira; a l'Alt Palància, Sogorb, Xèrica i Navaixes; a l'oest, Llíria, Requena, Cortes de Pallars i Alpont, a més d'Ademús i els pobles del Racó; Dénia, Teulada, Benissa i Xàbia a la Marina Alta; la Vila Joiosa, Altea i Polop entre altres pobles de la Marina Baixa; i al sud, Elx, Alacant, Biar i Alcoi.
- Cal destacar llocs d'importància històrica com Gandia i el seu palau Ducal, Sagunt i el seu castell i teatre romans, poblats ibers com la Bastida de les Alcusses a Moixent i el Puntal del Llop d'Olocau, entre d'altres, i pel seu paper en la història de la conquesta, el Camp de Mirra i el Puig.
- Durant les festes, és destacable qualsevol població valenciana, si bé sobreïxen València i les seues Falles, Alacant i les seues Fogueres, i Alcoi i els seus Moros i cristians.
- La comarca de la Marina, amb els seus paisatges mediterranis muntanyosos, acompanyats pel mar Mediterrani, per les cales i penya-segats de Xàbia, o enclavaments muntanyosos com el penyal d'Ifac o el Puig Campana.
- Entre els museus principals figuren la Ciutat de les Arts i les Ciències, el Centre Arqueològic de l'Almoina, Institut Valencià d'Art Modern, el Museu Nacional de Ceràmica, l'Oceanogràfic, el Museu de Belles Arts de València i el Museu Valencià de la Il·lustració i de la Modernitat, tots a València, i també el Museu Arqueològic Provincial d'Alacant i l'Almodí de Xàtiva.